# 屋部憲通

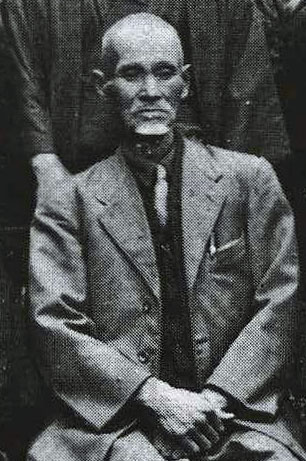
屋部憲通

屋部 憲通（やぶ けんつう、1866年 - 1937年）は、戦前活躍した沖縄県の唐手家で陸軍軍人。最終階級は陸軍中尉。松村宗棍に師事した首里手の大家で松茂良興作、糸洲安恒にも師事した。

## 経歴
1866年（尚泰19年、慶応2年）、屋部憲通は首里山川村（ヤマガー）（現・那覇市首里山川町）に生まれた。隣家が松村宗棍宅であり幼少の頃から松村に唐手を師事した。屋部は松村死去後は同門で兄弟子の糸洲安恒の門下となった。屋部は他にも本部朝勇、本部朝基とともに泊手の松茂良興作に師事し変手を磨いた。
1890年（明治23年）、屋部は沖縄県立第一中学校（現・沖縄県立首里高等学校）を中退して陸軍教導団に志願入団した。応募者50名超のうち合格したのはわずか3名(屋部憲通、花城長茂、久手堅憲由)で、いずれも当時、糸洲門下であった事から、軍部や県役所はこれを契機に空手に対して興味を持ったと言われている。
屋部の軍歴は、沖縄県人として初めて日清戦争に従軍した。その後、日露戦争にも従軍し中尉となった。屋部の活躍は、当時の沖縄県の新聞でも盛んに報道され、「屋部軍曹」のあだ名で一躍県民の英雄になったと言われる。日露戦争後は沖縄県師範学校の体育および兵式教官に就任。生徒達に兵式体操と空手を指導した。許田重発は師範学校で屋部のジオンの指導を受けたと考えられる。師範学校在学中、屋部に空手を教わった儀間真謹（松濤館）によると、屋部はナイファンチの型のみを指導していたとされる。
屋部は松村宗棍の最晩年の弟子であり花城長茂とともに糸洲の筆頭弟子と見なされている。しかし、実際には屋部の空手は松村の手であり、糸洲の空手とは異なったものである。屋部は糸洲安恒や東恩納寛量に倣い、自らの流派こそ残さなかったが、遠山寛賢(ナイファンチ、五十四歩)(1906年、明治39年入校)や屋比久孟徳(ナイファンチ、クーサンクー、五十四歩)(1905年明治38年入校)許田重発(ジオン)(1907年、明治40年以降入校)に空手を指導したことで現在も屋部の型は保存継承されている。また、屋部が師範学校で空手を指導した屋比久孟徳が監修するブラジルでの動画(ナイファンチ、公相君、五十四歩)が発見されたことにより、屋部の空手については全貌が明らかになりつつある。この動画には基本動作も含まれていて、これが兵式体操ではないかとされている。以上の事から現在の稽古体系、つまり基本、移動式、約束組手等は従来、本土に空手が普及して大学等で発展した稽古体系であるとされてきたという説を覆し、実際には屋部が兵式体操の訓練を参考に空手の稽古に導入したものと考えられる。屋部の空手理念については唯一『拳法概説』で1930年(昭和5年)屋部にインタビューした記事が掲載されている。それによると屋部は松村に師事していた頃から「真剣の練習試合」（自由組手を指すと思われる）を防具なしで行っていた事や、親友の本部朝基とともに組手研究を行っていた様子が紹介されている。また、道場破りなどもしていたというエピソードもあり、当時の空手家の中では本部朝基、喜屋武朝徳（屋部と本部は親友、本部と喜屋武はいとこ）と並ぶ実戦空手家であり、近代空手の礎を築いたひとりと言えよう。
1918年（大正7年）屋部はハワイ経由でアメリカ本土に渡り、1927年（昭和2年）までアメリカに移住していた長男・憲伝のもとに滞在した。1929年（昭和4年）再び沖縄県師範学校で空手を指導するようになった。1934年（昭和9年）には、首里の自宅で空手指導を行った。晩年は結核に冒されていたようである。1937年（昭和12年）屋部は空手道基本型の制定に参画し同年死去した。屋部は専らナイファンチを指導し、自らは公相君と五十四歩のみ稽古していた。